# Arajet
Arajet S.A., in precedenza Dominican Wings, è una compagnia aerea a basso costo e la compagnia aerea di bandiera della Repubblica Dominicana, con sede a Santo Domingo.
Le operazioni sono iniziate il 15 settembre 2022, con un volo per Barranquilla, in Colombia.

## Storia

### I primi anni
Alla fine del 2014, Dominican Wings ha ricevuto il suo certificato di operatore aereo dall'autorità per l'aviazione civile della Repubblica Dominicana e ha pianificato di offrire voli charter tra la Repubblica Dominicana e il Messico, Trinidad e Tobago e l'Argentina per e per conto dei tour operator. Il suo primo aereo, un Airbus A320-200, è stato consegnato il 3 maggio 2015.
Il 28 giugno 2017, Avion Express ha annunciato di aver venduto la sua partecipazione del 65% in Dominican Wings al presidente della compagnia, Victor Pacheco, che ne ha assunto il controllo completo.

### Rebranding
All'inizio del 2018 è stato annunciato che la compagnia aerea era passata dalle operazioni charter ai voli di linea ultra low cost. Dominican Wings ha dichiarato di aver investito 60 milioni di dollari nel suo rilancio.
Nel settembre 2021, il fondatore Victor Pacheco Mendez, insieme al co-fondatore Mike Powell, ha annunciato che avrebbe rinominato la compagnia aerea in Arajet e avrebbe iniziato a operare come vettore low cost offrendo voli in tutti i Caraibi e le Americhe.
La Junta de Aviación Civil (JAC) ha approvato la richiesta di modifica del Certificato di Autorizzazione Economica (CAE) numero 25, rilasciato ad AraJet, per includere 30 nuove rotte e autorizza anche lo sfruttamento dei servizi di trasporto aereo regolare e non di linea di passeggeri e merci, in operazioni internazionali, dalla Repubblica Dominicana verso Stati Uniti, Cuba, Colombia, Costa Rica, Regno dei Paesi Bassi, Stati Uniti del Messico, Panama, Aruba, Repubblica francese, Guatemala, Repubblica del Perù, Haiti, Canada e Trinidad e Tobago nel novembre 2021 durante la sua sessione plenaria.
L'Instituto Dominicano de Aviacion Civil (IDAC), in collaborazione con il vettore, ha ottenuto la certificazione di due ispettori dominicani presso le strutture Boeing per poter ispezionare le operazioni di aeromobili di Boeing nel dicembre 2021. Pico Duarte è stato il primo aereo della compagnia, un Boeing 737 MAX 8, che prende il nome dalla più alta elevazione montuosa dei Caraibi e da una riserva naturale nella Repubblica Dominicana; ha completato il processo di verniciatura nel febbraio 2022. Registrato HI-1026, è arrivato all'aeroporto internazionale di Las Américas il 3 marzo 2022.
Il 14 marzo 2022 è stata lanciata ufficialmente Arajet alla presenza del presidente della Repubblica Dominicana Luis Abinader, che ha annunciato che il paese era in procinto di avere una compagnia aerea rappresentativa con la maggioranza di capitale dominicano. Nello stesso evento, Boeing ha annunciato un ordine per 20 Boeing 737 MAX 200 (con opzioni per altri 15 aeromobili in futuro) da parte della compagnia aerea, diventando il primo operatore caraibico del tipo. Durante la cerimonia è stato annunciato che Arajet S.A. è finanziata da una delle più grandi società di investimento alternativo multi-asset private del mondo, Bain Capital, nonché da Griffin Global Asset Management ("Griffin"), una società di leasing di aeromobili commerciali e di gestione patrimoniale alternativa.

## Flotta

### Flotta attuale

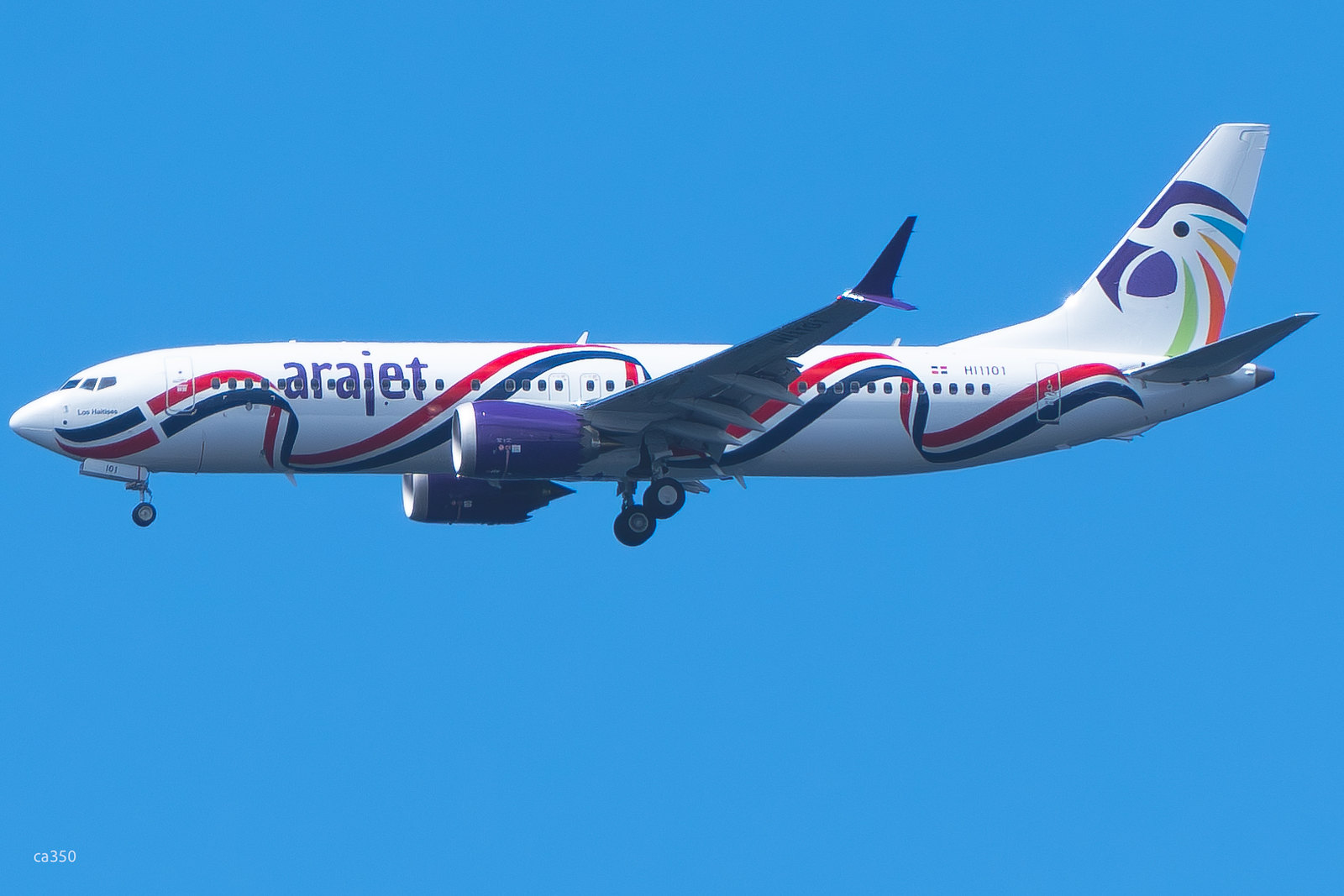
Un Boeing 737 MAX 8.

Ad ottobre 2024 la flotta di Arajet è così composta:

### Flotta storica

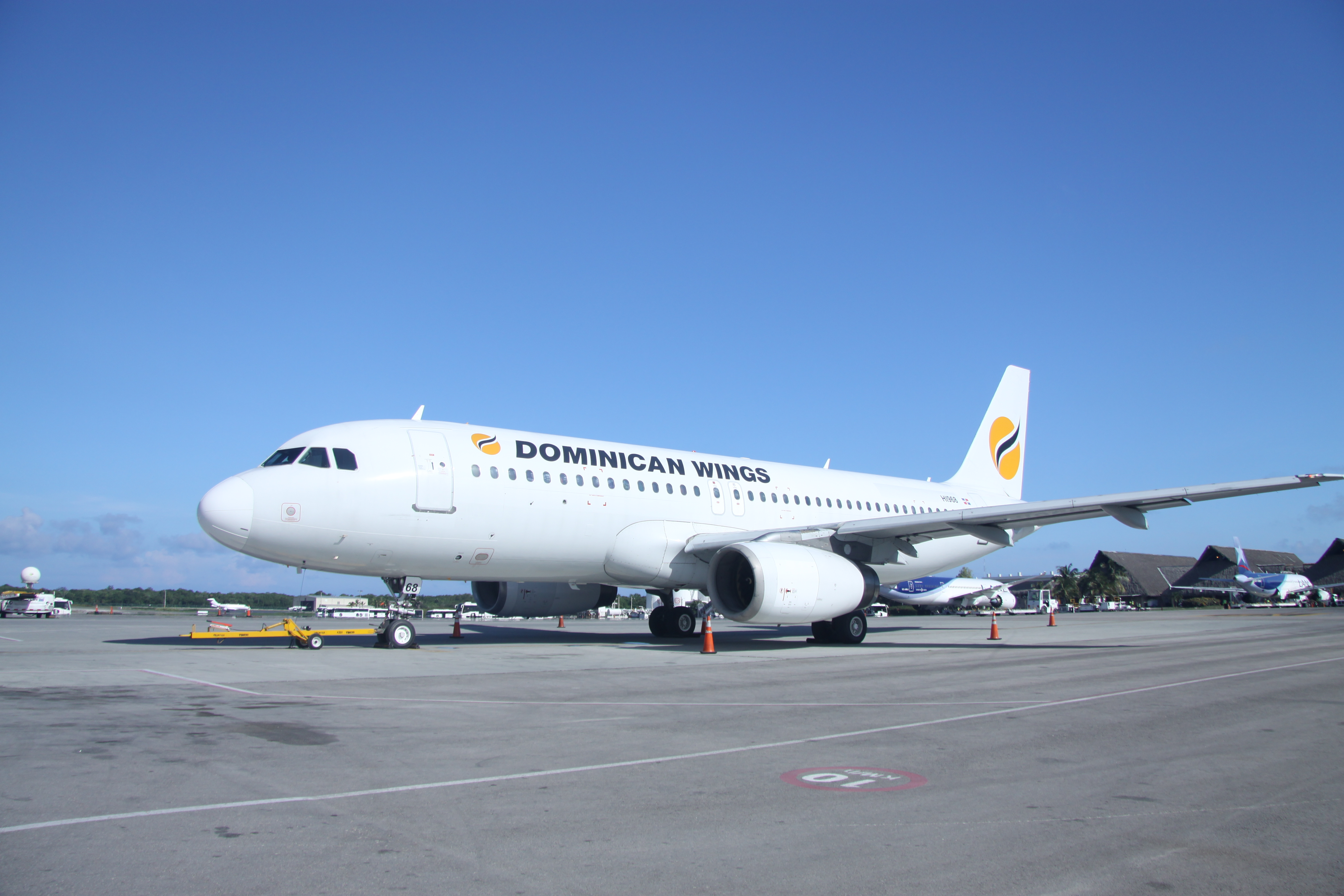
L'Airbus A320-200 di Dominican Wings.

In precedenza, Dominican Wings operava con i seguenti aeromobili: